# Victorwithius fiebrigi
Espèce
Synonymes
- Parawithius fiebrigi Beier, 1932

Victorwithius fiebrigi est une espèce de pseudoscorpions de la famille des Withiidae.

## Distribution
Cette espèce se rencontre au Paraguay et en Argentine.

## Étymologie
Cette espèce est nommée en l'honneur de Karl August Gustav Fiebrig.

## Publication originale
- Beier, 1932 : Zur Kenntnis der Cheliferidae (Pseudoscorpionidea). Zoologischer Anzeiger, vol. 100, p. 53-67.